# Panteón de reyes de San Isidoro de León
El panteón de los reyes de León, que se encuentra situado a los pies de la basílica de San Isidoro de León, es el lugar en el que durante la Edad Media recibieron sepultura la mayoría de los reyes y reinas del reino de León.
Es un espacio rectangular con pórtico, de aproximadamente ocho metros de lado, con dos robustas columnas sobre las que se apoyan siete arcos que dividen el espacio en tres naves. El ciclo pictórico que adorna sus muros está considerado una de las cumbres del Románico español.

## Historia
La reina Sancha de León, decidió con su esposo Fernando I de León ser sepultados a su muerte en el monasterio de San Juan Bautista de León tal como había decidido hacer su padre el rey Alfonso V. —San Juan Bautista cambió su nombre por el de San Isidoro cuando los restos del santo sevillano fueron trasladados al monasterio en el año 1063 a petición de Fernando I, quien deseaba que las reliquias del ilustre y sabio arzobispo sevillano reposasen en la ciudad de León.
Años antes, el padre de la reina Sancha de León, Alfonso V de León, ordenó trasladar los cuerpos de varios reyes y reinas que se encontraban dispersos por todo el territorio leonés, a fin de que todos juntos yaciesen en San Isidoro de León.
A comienzos del siglo XIX, durante la guerra de la Independencia, la basílica de San Isidoro de León fue ocupada por las tropas napoleónicas, que convirtieron el templo en pajar y utilizaron los sepulcros de piedra de los reyes como abrevaderos para sus monturas. Extrajeron para ello los restos reales de los sepulcros en los que se hallaban, por lo que resulta imposible en la actualidad el reconocimiento y la individualización de los restos de los distintos reyes.
En 1997 se llevó a cabo un estudio de los restos mortales de los reyes que aún descansan allí.

### Personajes enterrados en el panteón
En él se hallan colocados varios sepulcros de piedra en los que fueron depositados los restos de diversos reyes de León, así como algunos miembros de la familia real leonesa. Las personas reales inhumadas aquí fueron:
Reyes
- Alfonso IV de León (m. 933). Hijo de Ordoño II de León y sobrino de Fruela II de León.
- Ramiro II de León (900-951). Hijo menor de Ordoño II de León y hermano de Alfonso IV de León.
- Ordoño III de León (926-956). Hijo y sucesor de Ramiro II de León.
- Ordoño IV de León (924-960). Hijo de Alfonso IV de León y primo de Sancho I de León.
- Sancho I de León (935-966). Hijo de Ramiro II de León.
- Ramiro III de León (961-984). Hijo y sucesor de Sancho I de León.
- Bermudo II de León (956-999). Hijo de Ordoño III de León.
- Alfonso V de León (994-1028). Hijo y sucesor de Bermudo II de León.
- Bermudo III de León (1016-1037). Hijo y sucesor de Alfonso V de León.
- Sancho Garcés III, rey de Navarra (990-1035). Padre de Fernando I de León.[a]
- Fernando I, rey de León por su matrimonio con la reina Sancha de León (1016-1065). Hijo de Sancho Garcés III, rey de Pamplona.
- García de Galicia, (1042-1090). Rey de Galicia. Hijo de Fernando I de León.

Reinas
- Urraca I de León, (1081-1126). Hija y sucesora de Alfonso VI de León.
- Sancha de León (1013-1067), reina (con potestas heredada de su hermano Bermudo III de León). Hija de Alfonso V de León y esposa de Fernando I de León.
- Onneca Sánchez de Pamplona (m. 931), hija de Sancho Garcés I de Pamplona y esposa de Alfonso IV de León.
- Sancha Gómez (m. 983), hija del conde Gómez Díaz, esposa del rey Ramiro III de León.
- Elvira García (m. 1027), hija del conde García Fernández, esposa de Bermudo II de León y madre de Alfonso V de León.
- Elvira Menéndez (m. 1022), esposa de Alfonso V de León y madre de Bermudo III de León.
- Jimena Sánchez (1012-1063), hija de Sancho Garcés III y esposa de Bermudo III de León.
- Zaida, esposa de Alfonso VI de León.
- Urraca de Portugal (1148-1188), hija de Alfonso I de Portugal, esposa de Fernando II de León y madre de Alfonso IX de León.
- Teresa Fernández de Traba (m. 1180), segunda esposa de Fernando II de León e hija del conde Fernando Pérez de Traba.

Infantes
- Urraca de Zamora (1033-1101), infanta de León y señora de Zamora. Hija de Fernando I de León y de Sancha de León.
- Elvira de Toro (1039-1099), infanta de León y señora de Toro. Hija de Fernando I de León y de Sancha de León.
- Sancha Raimúndez (1102-1159), hija de Urraca I de León y de Raimundo de Borgoña y hermana de Alfonso VII de León.
- Estefanía Alfonso la Desdichada (1151-1180), hija ilegítima de Alfonso VII de León y de Urraca Fernández de Castro.
- Fernando de León (1178-1187), hijo del rey Fernando II de León y de Teresa Fernández de Traba.
- García Fernández de León (1180-1184), hijo del rey Fernando II de León y de Urraca López de Haro.
- Leonor de León (1198-1202), hija del rey Alfonso IX de León y de la reina Berenguela de Castilla.
- María de Castilla (1235-1235), hija de Fernando III de Castilla y de la reina Beatriz de Suabia.

## La decoración pictórica
A lo largo de los muros y de las seis bóvedas resultantes, se desarrollan los tres ciclos litúrgicos, Navidad, Pasión y Resurrección, formando un itinerario que tiene su inicio en el muro meridional y que, siguiendo el sentido de las agujas del reloj, culmina en la puerta que le da acceso a la iglesia. 
Las escenas, que según algunos autores siguen el desarrollo de la misa mozárabe, se estructuran en relación con los tres ciclos litúrgicos: 
- La Navidad: Anunciación, Visitación, Epifanía, Natividad, anuncio a los pastores, huida a Egipto, circuncisión y degollación de los Inocentes.
- La Pasión: Última Cena, escenas de la Pasión y Crucifixión.
- La Resurrección: Gloria de Cristo según el Apocalipsis de San Juan, Maiesatas Domini y entronización del año.

El conjunto se completa con representaciones de los signos del zodíaco y de un calendario agrícola, aunque las últimas investigaciones al respecto  plantean la teoría de que no es un calendario propiamente, ni está dedicado a los campesinos, sino que es una metáfora sobre el paso del tiempo.

## Autoría de las pinturas murales
Durante mucho tiempo los frescos de San Isidoro de León fueron adscritos al estilo francorrománico, que penetró en España gracias a los caminos de peregrinación y a los contactos políticos con Francia y que se estableció en las tierras leonesas, en clara oposición a la corriente que llegaba de Italia, que permaneció en el Nordeste. Su desarrollo significó, en su zona de influencia, la erradicación definitiva de los restos de bizantinismo, del simbolismo excesivo y la riqueza de los atavíos, y el comienzo de los grandes ciclos historiados hispanos. Algunos expertos ven esta huella francesa en el predominio de fondos blancos, en la predilección por pocos colores fundamentales aplicados en superficies lisas y en su rudeza y gran expresividad.